# Pearce Dumay
Pearce Dumay (Little Burgundy, ...) è un giocatore di football americano canadese che gioca come wide receiver per gli Helsinki Roosters.